# Sanango racemosum
Sanango racemosum är en tvåhjärtbladig växtart som först beskrevs av Hipólito Ruiz López och Pav., och fick sitt nu gällande namn av Barringer. Sanango racemosum ingår i släktet Sanango och familjen Gesneriaceae. Inga underarter finns listade i Catalogue of Life.